# Dellamora bomora
Dellamora bomora es una especie de coleóptero de la familia Mordellidae.

## Distribución geográfica
Habita en Fiyi.